# 国歌斉唱

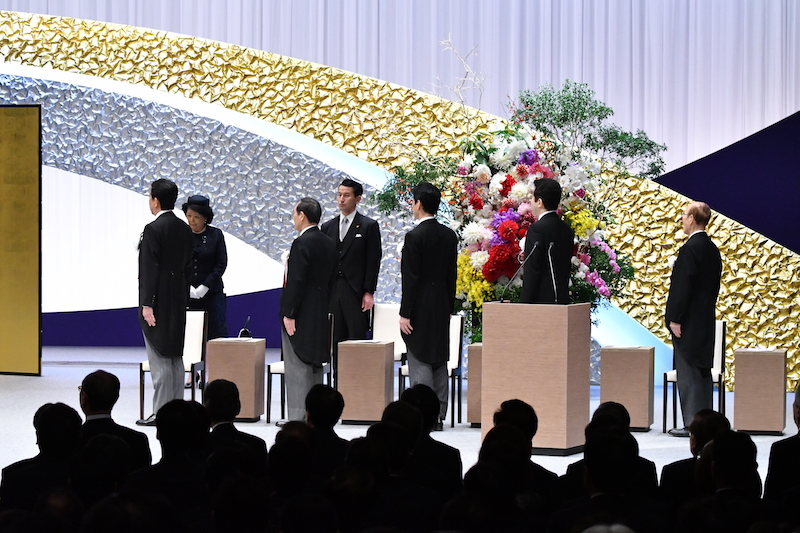
天皇陛下御在位三十年記念式典にて日本国歌「君が代」の斉唱

国歌斉唱（こっかせいしょう）とは、国家的行事などで参加者全員が一斉に国歌を歌唱することである。なお、ある特定の者が代表して単独で歌唱する国歌独唱とは形式が異なる（国歌独唱についても便宜上この記事で解説する）。

## 国歌斉唱
国歌斉唱は国家的行事などで国歌の吹奏のもとで参加者全員が一斉に国歌を歌唱することをいう。
斉唱は複数人が一斉に歌唱するものであり、ある特定の者が単独で歌唱する独唱とは歌唱の形式が異なる。
国歌斉唱時は起立・脱帽し、国旗に注目して敬意を払いつつ斉唱するのが一般的。
国によっては国民儀礼として重要視され、斉唱中に敬意表現に反した行為に及んだ者に対して何らかの処分が下される場合もある。

### 国歌斉唱を実施する主な行事
以下は式典参加者・大会参加者による国歌斉唱として国歌が吹奏されるもの（国際的行事などで大会参加者のうち当事国や優勝国など特定の国の栄誉を称えるために国歌が吹奏される場合は#その他の国歌吹奏を参照）。

#### 日本
- 国民スポーツ大会
- 全国高等学校総合体育大会
- 国民文化祭
- 全国植樹祭
- 全国育樹祭
- 全国戦没者追悼式
- 東日本大震災追悼式
- 全国豊かな海づくり大会
- 入学式・卒業式
- 自民党党大会
- 自衛隊音楽まつり

以下のスポーツの試合については試合前セレモニーとして国歌斉唱が行われる。
- プロ野球
  - パシフィック・リーグでの試合
  - セントラル・リーグの連戦の最初となる試合。
  - 日本シリーズの開幕戦
  - オールスターゲームの開幕戦
- サッカー
  - 天皇杯全日本サッカー選手権大会決勝戦
  - 皇后杯全日本女子サッカー選手権大会決勝戦
  - YBCルヴァンカップ決勝戦
  - FUJIFILM SUPER CUP
- プロボクシング
  - 日本タイトルマッチ（2009年より）
- 毎日甲子園ボウル
- バスケットボール
  - Bリーグ開幕戦
  - 天皇杯・皇后杯全日本バスケットボール選手権大会決勝戦

以下の大会は表彰式の前に国歌斉唱が行われる。
- 大相撲本場所
- 天皇賞

## 国歌独唱
国歌独唱は国家的行事などで国歌の吹奏のもとで代表者が単独で国歌を歌唱することをいう。
近年、国際試合などの主要なスポーツイベントでは、国歌独唱として有名歌手が招待されることが多く、興行的な要素もある。国歌独唱は、1993年（平成5年）5月15日に行われた「Jリーグ開幕セレモニー」にて、ロックバンドTUBEの前田亘輝が披露したところから始まった。変わったケースとして、2012年（平成24年）3月22日に後楽園ホールで行われた東洋太平洋スーパーミドル級タイトルマッチ・清田祐三VS松本晋太郎の国歌吹奏において、場内に演奏が流れないハプニングが起こったため、急遽興行主であるフラッシュ赤羽ボクシングジムの川島勝会長が国歌独唱をしたというのがある。

### 国歌独唱を実施するスポーツ大会
- サッカー（日本代表・Jリーグ）
- ラグビー
- 高校野球
- プロ野球（NPB・MLB）
- 大学バスケットボール
- プロバスケットボール（Bリーグ・NBA・WNBA）
- アメリカンフットボール（国内でのボウルゲーム・NFL）
- テニス
- マラソン
- 東京優駿（2011年は国歌演奏のみ）
- フォーミュラ1
- ロードレース世界選手権
- プロボクシング（タイトルマッチ）
- 日本選手権競輪

## その他の国歌吹奏
国歌斉唱や国歌独唱以外の場合でも、国際的行事などでは当事国や優勝国の敬意を表するために国歌吹奏が行われることがある。スポーツの国際大会などでは、試合開始前のセレモニーで参加国の国歌を吹奏したり、表彰式では国旗掲揚とともに優勝者または優勝チームの国歌が吹奏される。
選手は自国の国歌吹奏にあわせて、敬意表現として左胸に手を当てたり、敬礼などを行うこともある。サッカーでは一致団結の意味でスタメン選手や監督・コーチ・控え選手が肩を組んで、バレーボールでは選手が手を繋いで国歌を歌うことがある。

### 国歌吹奏を実施する主な行事
- FIFAワールドカップ他、サッカーを始めとする団体球技の国際親善試合の試合開始前セレモニー
  - サッカー国際試合ではFIFAの規定に基づいて行われるので、敵対国の国歌が自国内で吹奏されるという非常に珍しいケースが起きる。
  - ワールド・ベースボール・クラシックでは対戦する2国に加えて開催国の国歌も吹奏される。
- プロボクシング、その他格闘技のタイトルマッチの試合開始前セレモニー
- オリンピックに於ける表彰式での優勝国の国歌吹奏
  - 本来、国旗掲揚と同時に行う国歌吹奏は掲揚中の国旗の国の国歌だけをもっぱら吹奏する。しかし、五輪の場合は優勝者の属する国の国歌を吹奏しながら、当該競技の1位・2位・3位の最大3ヶ国（競技によっては4ヶ国）の国旗掲揚を同時に行うもので独特である。
- F1に於ける表彰式での優勝者およびチーム国の国歌吹奏
- 香港国際競走・チャンピオンズマイル・クイーンエリザベス2世カップ・凱旋門賞・ドバイワールドカップの表彰式では優勝馬の調教国の国歌吹奏が行われる。
- 海上自衛隊の命名式・進水式では、しばしば国歌吹奏が行われることがある。[3](国歌独唱などの場合もある[4])

### 放送における国歌吹奏
- 日本放送協会（NHK教育テレビジョン<Eテレ>、NHKラジオ第2放送で毎日の放送終了時に行われる。かつてはこれ以外の地上波・BSでも行われていたが、終日放送となってからは地上波のみで不定期で行われるメンテナンスの実施に伴う放送終了時のみに行われる程度となった）
- ニッポン放送（毎週月曜日、土曜日のそれぞれ放送開始<基点>時刻に行われる。1998年/平成10年春の番組改変までは、毎日5時前に行われた）
- AFN（かつて「FEN」と名乗っていた時代に、日付変更後の午前0時過ぎに星条旗=アメリカ合衆国の国歌と合わせて吹奏が行われていた）※君が代（日本国歌）→星条旗（米国歌）の順番